# Boots
Boots UK Ltd. – brytyjska sieć aptek i sklepów kosmetycznych należąca do grupy Alliance Boots. Siedziba przedsiębiorstwa znajduje się w Nottingham, w Anglii.
Początki przedsiębiorstwa sięgają 1849 roku, gdy John Boot otworzył w Nottingham sklep z ziołami. W przeszłości spółka zajmowała się także produkcją leków i kosmetyków, która obecnie została przejęta, przez inne należące do Alliance Boots przedsiębiorstwo – BCM.
W marcu 2010 roku spółka była właścicielem ok. 2500 sklepów i aptek na terenie Wielkiej Brytanii. Dodatkowo pod marką Boots funkcjonowało ponad 500 obiektów w kilkunastu kracjach Europy, Ameryki Północnej i Azji. 